# Karel Ferdinand Wasa

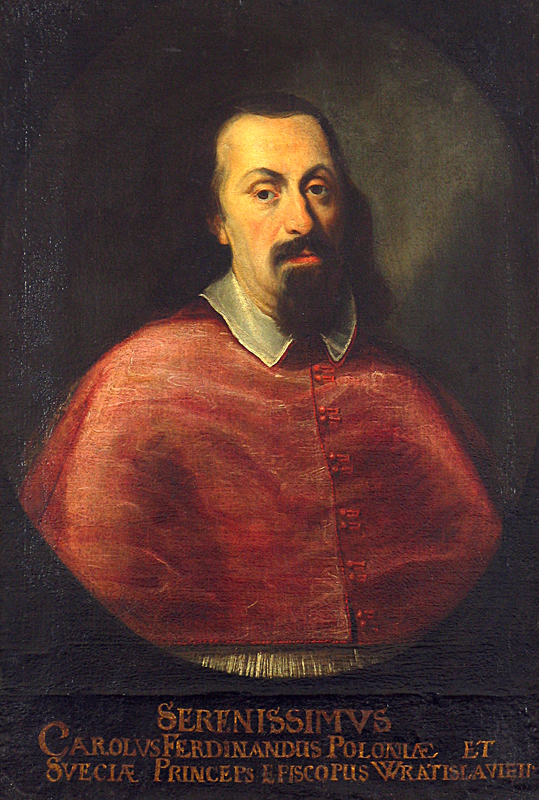
Karel Ferdinand Wasa, portret door Daniel Schultz.

Karel Ferdinand Wasa (Warschau, 13 oktober 1613 - Wyszków, 9 mei 1655) was een Poolse prins uit het huis Wasa. Hij was van 1625 tot aan zijn dood prins-bisschop van Breslau, van 1640 tot aan zijn dood bisschop van Płock en van 1648 tot aan zijn dood Hertog van Opole.

## Levensloop
Karel Ferdinand was de vierde zoon van koning Sigismund III van Polen uit diens tweede huwelijk met Constance van Oostenrijk, dochter van aartshertog Karel II van Oostenrijk. Hij bracht zijn jeugd en kindertijd door aan het koninklijk hof in Warschau.
In 1624 werd hem pauselijke dispensatie verleend om kanunnik in Breslau te kunnen worden, wat nodig was omdat hij niet tot priester was gewijd. Dankzij de politieke spanningen van keizer Ferdinand II van het Heilige Roomse Rijk werd Karel Ferdinand in mei 1625 benoemd tot prins-bisschop van Breslau. Op 22 oktober 1625 kreeg hij pauselijke toestemming voor zijn benoeming en op 18 januari 1626 werd hij geïnstalleerd als prins-bisschop.
Na de dood van zijn moeder in 1631 erfde hij samen met zijn broer Jan Casimir de welvarende stad Żywiec in Klein-Polen. Tijdens de regering van zijn halfbroer Wladislaus IV verbleef Karel Ferdinand hoofdzakelijk in Warschau. Hoewel hij een goede relatie had met het koninklijk hof, was hij niet in de politiek geïnteresseerd en had hij niet de ambitie om seculiere autoriteit uit te oefenen. Tussen 1632 en 1648 besteedde hij zijn tijd meestal met administratief werk, financiële zaken en het opstapelen van kerkelijke ambten. In 1640 werd hij tevens bisschop van Płock. Na de volwassen leeftijd te hebben bereikt besliste Karel Ferdinand om zich niet tot priester te laten wijden en stond hij de controle over het prinsbisdom Breslau af aan andere invloedrijke bisschoppen of priesters, hetgeen hij ook in Płock deed.
In 1648, na het overlijden van zijn halfbroer Wladislaus IV, stelde hij zich kandidaat om de Poolse troon over te nemen. Hij stelde een strenge politiek voor om de burgeroorlog in de door Polen bezette gebieden Roethenië en Oekraïne te onderdrukken en Karel Ferdinand kreeg daarvoor de steun van twee derde van de senatoren en bisschoppen in de Poolse Sejm. Ook de Roethenische edelen onder leiding van Jeremi Wiśniowiecki steunden zijn plannen, maar de protestanten, lutheranen en de adel in het groothertogdom Litouwen verwierpen zijn beleid, omdat ze vreesden voor een aanscherping van de Contrareformatie. Boegbeelden van de tegenstand tegen hem waren de broers Janusz en Bogusław Radziwiłł, die zelfs even dreigden om de unie met Polen te verbreken. Uiteindelijk was het zijn broer Jan Casimir die tot koning werd verkozen.
Nadat Karel Ferdinand de koningsverkiezing had verloren benoemde zijn broer hem tot hertog van Opole en Ratibor. Hij trok zich daarna terug uit het openbare leven en vestigde zich op zijn landgoederen in Mazovië die hij als bisschop van Płock bezat. Zijn hoofdresidentie was het grote renaissancekasteel in Brok. In 1651 nam hij tevens het beheer van de in beslag genomen landerijen van Michaël Korybut Wiśniowiecki in Roethenië op zich. Karel Ferdinand betaalde zijn reizen naar het buitenland zelf en voorzag ook goed onderwijs in zijn gebieden. Hij was eveneens een groot promotor van kunst en aanhanger van de Orde van de Jezuïeten
Karel Ferdinand overleed in mei 1655. Hij liet een groot fortuin na en het merendeel daarvan werd geschonken aan verschillende Poolse kerken en stichtingen. De rest werd geërfd door zijn broer Jan Casimir. Het geld en de landgoederen van zijn broer stelden hem in staat om zijn oorlogskosten tijdens de Pools-Russische Oorlog te betalen en het hertogdom Silezië bleek een goed schuiloord toen Jan Casimir in 1655 uit Polen moest vluchten.
- Gemeinsame Normdatei: 12289278X
- International Standard Name Identifier: 0000 0001 0984 6625
- Library of Congress Control Number: n2010023117
- Virtual International Authority File: 69821868
- WorldCat: E39PBJjXdCFJTYmWpr8YTb8XBP